# Задніпровський Олександр Ілліч
Задніпровський Олександр Ілліч (13 квітня 1947 — січень 2007) — український історик, кандидат історичних наук, доцент Донецького національного університету. Член Донецького відділення Наукового Товариства імені Шевченка.
Коло наукових інстересів: історія аграрних господарств в Україні, голод як феномен в історії людства, голодомори в Україні, зокрема на Донбасі [Архівовано 14 травня 2012 у Wayback Machine.].

## Біографія
Народився 13 квітня 1947 р. у селі Андріївці Слов'янського району Донецької області. У 1970 р. закінчив з відзнакою історичний факультет Донецького державного університету і був призначений асистентом кафедри історії СРСР. Викладав історію на історичному і філологічному факультетах. Роботу на кафедрі поєднував з навчанням у заочній аспірантурі. У 1981 р., працюючи старшим викладачем, захистив кандидатську дисертацію «Развитие совхозов Донбасса в 1959—1970 гг.».
З 1986 р. має вчене звання доцента. З 1992 р. — доцент кафедри історії України. З 1994 р. — заступник завідувача кафедри історії України, з 1999 р. — заступник декана історичного факультету з практики.

## Творчий доробок
Олександр Задніпровський автор понад 80 наукових та навчально-наукових правць.
Основні праці:
- Задніпровський О. І. Хроніка голоду 1946—1947 років у Донбасі. — Донецьк: Східний видавничий дім, 2007. — 372 с. [Архівовано 14 травня 2012 у Wayback Machine.]
- Задніпровський О. І. Голод в історії України: короткий нарис (Х — ХХ ст.). — Донецьк: Український культурологічний центр, 1999. — 88 с.